# Secrets on Tape
Secrets on Tape är det svenska indiepopbandet Paris' andra studioalbum, utgivet 2005.
Albumet spelades in i gruppens replokal i Solna och i basisten Mattias Svenssons vardagsrum i Sundbyberg mellan hösten 2004 och våren 2005. Trummorna på "One-sided Friendship" och basen på "Captain Morgan" och "You and I" spelades in i Bonehouse Studio. Stråkarna på "Millions of Tears", "(Along Came) Miss Self-centred" och "Outro" spelades in i Studio 235 i Arvika av Henrik Brunzell. Albumet mastrades i Cutting Room av Björn Engelmann och mixades av Jimmy Monell, med undantag av "Something Has to Be Done" som mixades av Svensson.
Låten "60 minutes" användes i filmen Frostbiten (2006).

## Låtlista
1. "Millions of Tears" – 3:56 (text och musik: Annika Mellin)
2. "60 Minutes" – 3:07 (text och musik: Emma Nylén)
3. "Captain Morgan" – 3:39 (text och musik: Annika Mellin)
4. "City Beat" – 4:17 (text och musik: Annika Mellin)
5. "Make It Up" – 3:40 (text och musik: Emma Nylén)
6. "Ladies' Man" – 3:17 (text och musik: Emma Nylén)
7. "Something Has to Be Done" – 3:24 (text och musik: Emma Nylén)
8. "You and I" – 3:10 (text och musik: Annika Mellin)
9. "Another Saturday Night" – 3:28 (text och musik: Annika Mellin, Emma Nylén)
10. "The Darkness Falls All Around Again" – 3:37 (text och musik: Emma Nylén)
11. "In the Summer" – 2:23 (text och musik: Emma Nylén)
12. "(Along Came) Miss Self-centred" – 2:44 (text och musik: Annika Mellin)
13. "One-sided Friendship" – 5:28 (text och musik: Annika Mellin)
14. "Outro" – 2:01

## Medverkande
- Sanna Andersson – cello (1, spår 12 och 14)
- Gabriella Blomstervall – fiol (spår 1, 12 och 14)
- Henrik Brunzell – ljudtekniker (stråkar)
- Christian Carlsson – foto
- Johan Efraimsson – trummor
- Björn Engelmann – mastering
- Nille Fornelius – stråkarrangemang, sång (spår 7)
- Elin Hedlund – fiol (1, spår 12 och 14)
- David Lunde Hatfield – cello (1, spår 12 och 14)
- Annika Mellin – sång, gitarr, keyboards
- Jimmy Monell – mixning (spår 1–6, 8–14), ljudtekniker
- Emma Nylén – sång, keyboards, gitarr, omslag, foto, munspel (spår 10)
- Paris – producent
- Mattias Svensson – bas, sång (spår 7)